# 楊寛
楊 寛（よう かん、生年不詳 - 561年）は、北魏から北周にかけての軍人。字は景仁。本貫は恒農郡華陰県。

## 経歴
楊鈞の子として生まれた。幼い頃から大志を抱き、子どもたちと遊ぶたびに、必ず高くて大きい物を選んで座り込んだので、見る者はみな珍しい者とみなした。成長すると、文章の作りかたを良く理解し、武芸をもっとも尊んだ。20歳のとき、奉朝請に任じられた。父の恒州への赴任につき従い、将軍・高闕戍主に任じられた。520年（正光元年）、柔然の阿那瓌が北魏に亡命してきた。翌年、楊鈞が阿那瓌の帰国を護送することとなると、楊寛はまた父に従った。功績により行台郎中に任じられた。524年（正光5年）、破六韓抜陵の部将の衛可孤が懐朔鎮を包囲した。楊鈞が死去すると、懐朔鎮の城民らは楊寛を後継に推挙して鎮城を守らせた。まもなく懐朔鎮が陥落すると、楊寛は柔然に逃亡した。後に懐朔鎮の反乱軍を破り、楊寛は帰国することができた。
楊寛は広陽王元淵と仲が良く、元淵が法を犯して罪に問われると、楊寛もまた逮捕された。526年（孝昌2年）、長楽王元子攸が侍中となると、楊寛は元子攸と旧交があったことから、その自宅に匿われた。のちに赦令を受けて免罪された。宗正丞に任じられた。528年（孝昌4年）、北海王元顥が葛栄を討つにあたって、楊寛を召し出して謀議に参与させようとした。楊寛は元子攸に受けた恩義を返し終わっていないことを理由に、元顥の招聘を断った。元顥はなお諦めていなかったが、元顥の妹婿の李神軌が「楊寛は義士です。匹夫でさえ志を奪うことはできないのに、どうして義士の志を奪うことができましょうか」といって説得したので、元顥は招聘を取りやめた。同年（建義元年）、元子攸（孝荘帝）が即位すると、楊寛は通直散騎侍郎の位を受け、河南尹丞を兼ね、洛陽県令を代行した。
邢杲が反乱を起こすと、529年（永安2年）に楊寛は都督として上党王元天穆に従い、邢杲を討って反乱を鎮圧した。通直散騎常侍の位を受けた。軍を返さないうちに、元顥が南朝梁の支援を受けて洛陽に入り、孝荘帝は河内に避難した。元天穆が諸将を集めて対策を協議すると、楊寛は成皋を奪取して伊洛の兵を糾合するよう勧めた。元天穆は楊寛の意見を聞き入れ、軍を率いて成皋に赴き、楊寛には爾朱兆とともに殿軍をつとめさせることとした。まもなく衆議によって予定は変更され、引き返して石済に赴くこととなった。楊寛は夜間に道に迷い、予定の時刻を過ぎてしまった。諸将は楊寛が元顥に寝返ったものとみなしたが、元天穆は楊寛への信頼を表明した。楊寛が到着すると、元天穆は帳を張って出迎え握手して、即座に牛30頭・車5乗・綿絹15車・羊50頭の物資を供与した。楊寛は元天穆とともに太行で孝荘帝の謁見を受け、散騎常侍・安東将軍の位を受けた。そのまま都督となり、河内の平定に従い、進軍して北中を包囲した。
ときに南朝梁の将軍の陳慶之が元顥のために洛陽の北門を守っていた。楊寛は元天穆の命を受けて城下に赴き、自分の姓名を名乗ると、利害を説いて早く降伏するよう陳慶之に勧めた。元天穆はそのやりとりについて聞くと、楊寛をますます尊重するようになった。孝荘帝が洛陽に帰ると、楊寛は中軍将軍・太府卿・華州大中正に任じられ、澄城県伯に封じられた。
530年（永安3年）、爾朱栄が殺害されると、その従弟の爾朱世隆らが軍を率いて洛陽の城門を焼いた。爾朱世隆らは河橋に赴き、また戻って洛陽に迫った。楊寛は使持節・大都督・鎮北将軍の任を受け、これを防ぐこととなった。爾朱世隆が「きみは太宰の知遇の深さを忘れてしまったのか」といって楊寛を責めると、楊寛は「太宰には礼遇されたが、人臣の交わりのみの話である。今日の事は君主に仕える節義のためである」と答えた。爾朱世隆は北に逃れ、楊寛は河内郡まで追撃した。まもなく爾朱兆が洛陽を攻め落とし、孝荘帝を捕らえた。楊寛は洛陽に帰ることができず、成皋から南朝梁に亡命した。建康に到着すると、孝荘帝が殺害されたと聞いて、哀哭して礼を尽くした。南朝梁の武帝は楊寛の義に感じて、厚く待遇した。ほどなく楊寛は武帝の支援を受けて帰国の途についた。下邳に到着すると、爾朱仲遠により官爵をもどすよう上奏され、大行台・吏部尚書として爾朱仲遠の下にとどめられた。
孝武帝の初年、楊寛は散騎常侍・驃騎将軍・給事黄門侍郎の位を受け、監内典書事をつとめた。夏州の戍兵数千人が兗州に拠って反乱を起こしたので、楊寛は侍中を兼ね、諸軍を統御して反乱を鎮圧した。楊寛は中尉の綦儁に恨まれており、罪を誣告されて弾劾された。楊寛の身柄は廷尉に下されたが、まもなく釈放された。黄門侍郎に任じられ、武衛将軍を兼ねた。534年（永熙3年）、孝武帝と高歓のあいだが険悪になると、楊寛は孝武帝のために騎勇を召募し、宿衛を増強した。楊寛は閤内大都督となり、禁軍を統轄した。孝武帝に従って関中に入り、吏部尚書を兼ねた。随従の功績により、華山郡公の爵位に進められた。535年（大統元年）、西魏が建国されると、車騎大将軍・太子太傅・儀同三司の位を受けた。537年（大統3年）、柔然への使節として立ち、郁久閭皇后を迎えた。翌年に帰国すると、侍中・都督涇州諸軍事・涇州刺史に任じられた。539年（大統5年）、驃騎大将軍・開府儀同三司・都督東雍州諸軍事・東雍州刺史に任じられた。544年（大統10年）、河州刺史に転じた。550年（大統16年）、大丞相府司馬を兼ねた。
西魏は漢中を経略しようとしたが、南朝梁の宜豊侯蕭循が固く南鄭を守っていた。551年（大統17年）、楊寛は大将軍の達奚武の下で従軍し、南鄭を包囲した。南朝梁の武陵王蕭紀が部将の楊乾運に兵1万人あまりを与えて蕭循の救援に向かわせた。楊寛は達奚武の命を受けて開府の王傑や賀蘭願徳らを率いてこれを迎撃することとなった。楊寛の軍が白馬に到着すると、楊乾運と会戦してこれを撃破し、数千人を捕斬した。凱旋すると、楊寛は南豳州刺史に任じられた。廃帝初年、入朝して尚書左僕射・将作大監となったが、事件により罪を問われて免官された。555年（恭帝2年）、廷尉卿に任じられた。
557年（明帝元年）、大将軍に任じられた。559年（明帝3年）、賀蘭祥に従って吐谷渾を討ち、これを撃破した。宜陽県公の別封を受けた。小冢宰に任じられ、御正中大夫に転じた。560年（武成2年）、明帝の命を受けて麟趾学士とともに経籍の校定に参与した。
楊寛は数州の刺史を歴任して、清廉簡明な統治で知られたが、柳慶と仲が悪く、かれを罪に陥れようとしたことは当時の人士に非難された。561年（保定元年）、都督梁興等十九州諸軍事・梁州刺史に任じられた。この年のうちに梁州で死去した。華陝虞上潞五州刺史の位を追贈された。諡は元といった。

## 子女
- 楊恒（敷西県男）
- 楊文思（字は温才、正平郡公）
- 楊紀（字は文憲・温範、上明郡公）
- 楊文志
- 楊矩（字は文懿、晋熙県公）
- 楊文愻（普安県男）
- 楊文愿（宜陽県公）

## 伝記資料
- 『周書』巻22 列伝第14
- 『北史』巻41 列伝第29